# Ancema cakravarti
Ancema cakravarti är en fjärilsart som beskrevs av Hans Fruhstorfer 1909. Ancema cakravarti ingår i släktet Ancema och familjen juvelvingar. Inga underarter finns listade i Catalogue of Life.